# Stele Maraş A/1

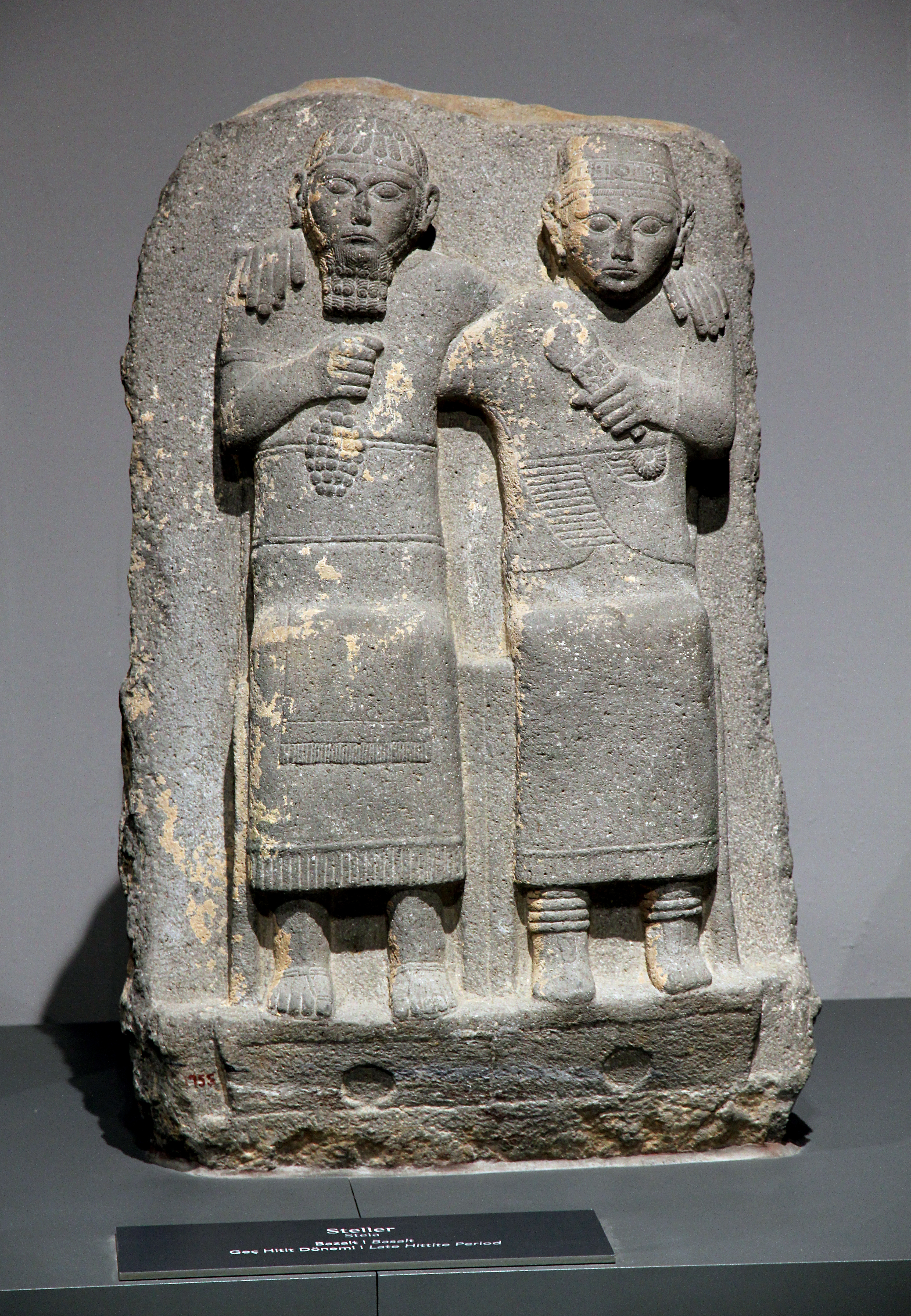
Stele Maraş A/1

Die Stele Maraş A/1 ist ein späthethitisches Monument aus der Umgebung von Maraş in der südlichen Türkei. Sie ist im Archäologischen Museum Adana ausgestellt und hat die Inventarnummer 1755.
Die Stele wurde im Stadtteil Yörükselim von Maraş (der heutigen türkischen Provinzhauptstadt Kahramanmaraş) gefunden. Winfried Orthmann gab ihr in seinen Untersuchungen zur späthethitischen Kunst die Bezeichnung Maraş A/1.

## Beschreibung
Das Werk ist aus Basalt und hat Maße von 1,00 Meter in der Höhe und 0,56 Meter in der Breite. Es ist laut dem türkischen Archäologen Ekrem Akurgal eine Grabstele und zeigt das nahezu vollplastische Doppelsitzbild eines Ehepaares. Beide Personen sitzen in Frontalansicht nebeneinander, die Frau zur Linken des Mannes, ihre Füße stehen auf einem Schemel. Sie haben jeweils einen Arm um die Schulter des Partners gelegt. Akurgal weist auf den Ausdruck der Trauer in den Gesichtern hin, woraus er schließt, dass beide verstorben sind. Beide sind mit einem langen Hemd bekleidet, dem einfachen Kleid des späthethitischen Stils. Darüber trägt der Mann einen breiten Gürtel, unterhalb dessen ein rechteckiger Schurz zu sehen ist. Seine Haupthaare sind ebenso wie der Bart im aramäischen Stil kunstvoll geflochten. In der rechten Hand hält er eine Weintraube, was nach Akurgal auf seinen Beruf – vielleicht den eines Weinhändlers – hindeutet. Die Frau trägt über dem Kleid einen breiten, gestreiften Gürtel, darüber einen kleinen Mantel oder Schleier, dessen Zipfel in den Gürtel gesteckt ist. An ihrem Kleid ist eine phrygische Fibel zu erkennen, die in der Zeit modern war. Ihre Kopfbedeckung ist ein niedriger Polos mit einem verzierten Schmuckband. Auch sonst hat sie reichen Schmuck angelegt. Neben den an den Ohrläppchen hängenden Ringen sind auch die Ohrmuscheln mit verschiedenen Schmuckstücken, wahrscheinlich Perlen oder Edelsteinen, verziert. Sie trägt einen Nasenring, und die Fußgelenke sind mit mehreren Reifen geschmückt. In der linken Hand hält sie nach Art der vornehmen hethitischen Damen einen Spiegel. Die Füße beider Figuren sind mit Sandalen bekleidet. 

## Deutung
Das Werk ist eines der wenigen aus dem altorientalischen Kulturkreis, das in den Gesichtern der Abgebildeten Gefühlsregungen zeigt. Akurgal führt dies auf den zu Beginn des 1. Jahrtausends v. Chr. erstarkten Einfluss der Aramäer im nordsyrisch-südostanatolischen Raum zurück. Der aramäische Einfluss komme auch in anderen Details der Darstellung wie der Haartracht des Mannes zum Ausdruck. Orthmann ordnet die Stele wegen der sehr kunstvollen Ausführung in die Gruppe Maraş III, die im späthethitischen Königreich Gurgum angesiedelt wird, und in die Periode Sph. IIIb ein. Er datiert die Periode ins späte 8. Jahrhundert v. Chr. Akurgal hält ebenfalls eine Entstehung frühestens zum Ende des 8. Jahrhunderts v. Chr. für wahrscheinlich.